# Batovo
Batovo (bulgariska: Батово) är ett distrikt i Bulgarien.   Det ligger i kommunen Obsjtina Dobritj-Selska och regionen Dobritj, i den östra delen av landet, 400 kilometer öster om huvudstaden Sofia.
Trakten runt Batovo består till största delen av jordbruksmark. Runt Batovo är det ganska glesbefolkat, med 40 invånare per kvadratkilometer.